# Kenneth Houdret
Kenneth Houdret (Brussel, 9 augustus 1993) is een Belgisch voetballer. Hij is een middenvelder die onder contract staat bij FCV Dender EH.

## Carrière

### Jeugd
Kenneth Houdret werd in 1993 geboren in Brussel. Hij werd genoemd naar voetballer Kenneth Brylle, van wie zijn vader een grote supporter was. Later verhuisden zijn ouders naar de regio Nijvel. Op 6-jarige leeftijd sloot hij zich aan bij FC Houtain-Genappe, een bescheiden club uit Waals-Brabant. Vijf jaar later stapte hij over naar de jeugd van CS Braine. Daar werd hij in 2006 ontdekt door toenmalig eersteklasser FC Brussels. Hij voetbalde twee jaar voor de Brusselse club alvorens naar Henegouwen te verkassen. Daar voetbalde hij voor zowel RAEC Mons als Sporting Charleroi. 

### Sporting Charleroi
In het seizoen 2011/12 maakte de 18-jarige Houdret zijn officieel debuut voor Charleroi, dat toen net naar de Tweede Klasse was gedegradeerd. Op de vierde speeldag mocht hij van coach Jos Daerden in de basis starten in de uitwedstrijd tegen Waasland-Beveren. Hoewel het bestuur dat seizoen drie keer van trainer veranderde kreeg de jonge middenvelder regelmatig speelkansen. Charleroi werd uiteindelijk kampioen en promoveerde zo na een seizoen terug naar de Jupiler Pro League. 
Door de concurrentie van Ederson en Abraham Kumedor wist Houdret na zijn veelbelovend debuut niet uit te groeien tot een titularis. Toen Charleroi in het seizoen 2012/13 zeker was van het behoud kreeg hij enkele speelkansen in play-off II. Ook na de komst van trainer Felice Mazzu in de zomer van 2013 moest Houdret zich vooral tevreden stellen met enkele invalbeurten. Op 5 oktober 2014 bezorgde hij zijn team nochtans de zege door in de 78e het beslissende doelpunt te scoren in de thuiswedstrijd tegen KSC Lokeren (2-1). Enkele weken later scoorde Houdret opnieuw na een invalbeurt. De middenvelder mocht tegen KV Mechelen na iets meer dan een uur invallen voor Neeskens Kebano. Zo'n twintig minuten later bezorgde hij zijn team een 2-0 voorsprong. In de slotminuten kwam Mechelen wel nog terug tot 2-2. 
Hoewel hij geen vaste waarde was bij Charleroi, werd zijn contract in 2014 met twee seizoenen verlengd.

### Oud-Heverlee Leuven
Op 8 juli 2015 werd Houdret voor een seizoen uitgeleend aan Oud-Heverlee Leuven.

## Statistieken
| Seizoen | Club                  | Land            | Competitie             | Competitie | Competitie | Beker | Beker | Supercup | Supercup | Europees | Europees | Totaal | Totaal |
| Seizoen | Club                  | Land            | Competitie             | Wed.       | Dlp.       | Wed.  | Dlp.  | Wed.     | Dlp.     | Wed.     | Dlp.     | Wed.   | Dlp.   |
| ------- | --------------------- | --------------- | ---------------------- | ---------- | ---------- | ----- | ----- | -------- | -------- | -------- | -------- | ------ | ------ |
| 2011/12 | Sporting Charleroi    | Vlag van België | EXQI League            | 20         | 0          | 0     | 0     | —        | —        | —        | —        | 20     | 0      |
| 2012/13 | Sporting Charleroi    | Vlag van België | Jupiler Pro League     | 9          | 0          | 1     | 0     | —        | —        | —        | —        | 10     | 0      |
| 2013/14 | Sporting Charleroi    | Vlag van België | Jupiler Pro League     | 10         | 2          | 1     | 0     | —        | —        | —        | —        | 11     | 2      |
| 2014/15 | Sporting Charleroi    | Vlag van België | Jupiler Pro League     | 9          | 1          | 1     | 0     | —        | —        | —        | —        | 10     | 1      |
| 2015/16 | → Oud-Heverlee Leuven | Vlag van België | Jupiler Pro League     | 20         | 1          | 1     | 0     | —        | —        | —        | —        | 21     | 1      |
| 2016/17 | Oud-Heverlee Leuven   | Vlag van België | Proximus League        | 26         | 1          | 1     | 0     | —        | —        | —        | —        | 27     | 1      |
| 2017/18 | Union Saint Gillis    | Vlag van België | Proximus League        | 24         | 2          | 0     | 0     | —        | —        | —        | —        | 24     | 2      |
| 2018/19 | US Avellino           | Vlag van Italië | Serie D                | 0          | 0          | 0     | 0     | —        | —        | —        | —        | 0      | 0      |
| 2018/19 | FCV Dender EH         | Vlag van België | Eerste Klasse Amateurs | 26         | 3          | 0     | 0     | —        | —        | —        | —        | 26     | 3      |
| TOTAAL  | TOTAAL                | TOTAAL          | TOTAAL                 | 144        | 10         | 5     | 0     | 0        | 0        | 0        | 0        | 149    | 10     |

## Palmares
Sporting Charleroi
- Kampioen Tweede Klasse (1): 2011/12